# Face the Heat
Albums de Scorpions
Crazy World
(1990) Live Bites
(1995)
Face the Heat est le douzième album du groupe allemand de hard rock Scorpions sorti en 1993. Avec un son plus heavy metal, Face the Heat ne connaît pas le large succès commercial des précédents albums du groupe, bien qu'il atteigne la 24e position dans les charts aux États-Unis et la 4e en France (où il est certifié album d'or). Il n'en reste pas moins que cet album contient quelques bons titres du groupe comme Alien Nation, No Pain, No Gain et la ballade Under the Same Sun. Face the Heat est également le premier album du groupe réalisé avec le bassiste Ralph Rieckermann qui a remplacé Francis Buchholz, qui a quitté le groupe un an plus tôt.

## Liste des titres
Toutes les paroles sont écrites par Klaus Meine sauf indication contraire, toute la musique est composée par Rudolf Schenker sauf indication contraire.
| 1.  | Alien Nation                                                                                       |                              |                 | 5:44 |
| 2.  | No Pain, No Gain                                                                                   | Klaus Meine, Mark Hudson     | Rudolf Schenker | 3:55 |
| 3.  | Someone to Touch                                                                                   | Klaus Meine, Mark Hudson     | Rudolf Schenker | 4:28 |
| 4.  | Under the Same Sun                                                                                 | Klaus Meine, Bruce Fairbairn | Mark Hudson     | 4:52 |
| 5.  | Unholy Alliance                                                                                    |                              |                 | 5:16 |
| 6.  | Woman                                                                                              |                              |                 | 5:56 |
| 7.  | Hate to Be Nice                                                                                    |                              |                 | 3:33 |
| 8.  | Taxman Woman                                                                                       |                              |                 | 4:30 |
| 9.  | Ship of Fools                                                                                      |                              |                 | 4:15 |
| 10. | Nightmare Avenue                                                                                   | Klaus Meine, Mark Hudson     | Matthias Jabs   | 3:54 |
| 11. | Lonely Nights (Chanson cachée à 5:47: (Marie's the Name) His Latest Flame, reprise de Del Shannon) |                              |                 | 8:08 |

| 1.  | Alien Nation           | 5:44 |
| 2.  | No Pain No Gain        | 3:55 |
| 3.  | Someone To Touch       | 4:28 |
| 4.  | Under The Same Sun     | 4:52 |
| 5.  | Unholy Alliance        | 5:16 |
| 6.  | Woman                  | 5:56 |
| 7.  | Hate To Be Nice        | 3:33 |
| 8.  | Taxman Woman           | 4:30 |
| 9.  | Ship Of Fools          | 4:15 |
| 10. | Nightmare Avenue       | 3:54 |
| 11. | Lonely Nights          | 4:44 |
| 12. | Destin (inconnu)       | 3:17 |
| 13. | Daddy's Girl (inconnu) | 4:17 |

## Formation

### Scorpions
- Klaus Meine: Chant
- Rudolf Schenker: Guitare
- Matthias Jabs: Guitare
- Herman Rarebell: Batterie et Percussions
- Ralph Rieckermann: Basse

### Membres additionnels
- Clavier: John Webster
- Clavier additionnel (sur les chansons Woman et Lonely Nights): Luke Herzog

## Charts
Billboard (États-Unis), France Top Album (France)
| Année | Chart             | Position |
| ----- | ----------------- | -------- |
| 1993  | The Billboard 200 | #24      |
| 1993  | France Top Album  | #4       |